# Aéroport de Port Blair
L'aéroport Veer Savarkar, également connu comme Aéroport de Port Blair (code IATA : IXZ • code OACI : VOPB), est un aéroport situé à 2 km au sud de Port Blair et est le principal aéroport des Îles Andaman-et-Nicobar, en Inde.

## Situation
| \| 300 km1:23 714 000 \| Delhi Bombay Madras Bangalore Calcutta Hyderabad Cochin Ahmedabad Goa Pune Thiruvananthapuram Calicut Lucknow Guwahati Srinagar Jaipur Bhubaneswar Coimbatore Nagpur Indore Mangalore Visakhapatnam Patna Amritsar Chandigarh Tiruchirappalli Jammu Raipur Bénarès Agartala Port Blair Vadodara Imphal Bagdogra Madurai Bhopal Ranchi Aurangabad Udaipur Leh Tirupati Rajkot Jodhpur Dehradun Dibrugarh Silchar Gaya Cannanore Vijayawada Surate Durgapur Jamnagar Belagavi Hubli-Dharwad Khajurâho Nanded Aizawl Dimapur Agra Bathinda Gwalior Gorakhpur Hindon |
| 300 km1:23 714 000 |

## Compagnies aériennes et destinations
| Compagnies | Destinations | Refs. |
| ---------- | --- | ----- |
| Air India  | Madras (Chennai), Delhi-Indira Gandhi, Calcutta-N. S. C. Bose, Vishakhapatnam                                                  |       |
| GoAir      | Ahmedabad-Sardar-Vallabhbhai-Patel, Bangalore-Kempegowda, Madras (Chennai), Calcutta-N. S. C. Bose, Bombay-Chhatrapati-Shivaji |       |
| IndiGo     | Bangalore-Kempegowda, Madras (Chennai), Delhi-Indira Gandhi, Hyderabad-R. Gandhi, Calcutta-N. S. C. Bose, Raipur               | [ 2 ] |
| SpiceJet   | Madras (Chennai), Delhi-Indira Gandhi, Calcutta-N. S. C. Bose En saison : Bangalore-Kempegowda                                 | [ 3 ] |

Édité le 19/04/2019

## Statistiques
Le graphique qui aurait dû être présenté ici ne peut pas être affiché car il utilise l'ancienne extension Graph, désactivée pour des questions de sécurité. Des indications pour créer un nouveau graphique avec la nouvelle extension Chart sont disponibles ici.

Voir la requête brute et les sources sur Wikidata.

## INS Utkrosh
C'est une base aéro-navale des Forces armées indiennes proche de l'INS Jarawa, de l'INS Baaz et qui utilise les infrastructures de l'aéroport.

Unités stationnées :
- INAS 318, opérant sur Dornier 228[6].
- INAS 321, opérant sur hélicoptères HAL Chetak.
- un escadron d'entraînement opérant Pipistrel Alpha Trainer.